# Pygargue blagre
Pour les articles homonymes, voir Pygargue (homonymie).
Icthyophaga leucogaster
Espèce
Statut de conservation UICN

 LC  : Préoccupation mineure
Répartition géographique
Statut CITES
Le Pygargue blagre (Icthyophaga leucogaster), appelé également Aigle pêcheur à poitrine blanche, Aigle pêcheur d'Asie ou Pygargue à ventre blanc, est une espèce de rapaces de la famille des Accipitridés. C'est une espèce monotypique. Initialement décrit par Johann Friedrich Gmelin en 1788, il est étroitement lié au Pygargue de Sanford des îles Salomon et les deux sont considérés comme formant une super-espèce. Oiseau facilement reconnaissable, l'adulte a la tête, la poitrine, la partie antérieure du dessous des ailes et la queue blanches. Les parties supérieures sont grises et le noir de la partie postérieure des ailes contraste avec le blanc de la partie antérieure. La queue est courte et en forme de coin comme chez toutes les espèces d’Icthyophaga. Comme chez de nombreux rapaces, la femelle est légèrement plus grande que le mâle et peut mesurer jusqu'à 90 cm de longueur avec une envergure allant jusqu'à 2,2 m et peser 4,5 kg. Les oiseaux immatures ont un plumage brun, qui est progressivement remplacé par le blanc jusqu'à l'âge de cinq ou six ans. L'appel est un klaxonnant, fort, rappelant le cri de l'oie.
Oiseau résident depuis l'Inde et le Sri Lanka jusqu'en Australie en passant par le sud de l'Asie, il vit le long des côtes et des principaux cours d'eau. Il chasse près de l'eau et les poissons constituent près de la moitié de son régime alimentaire. Opportuniste, il consomme des charognes et une grande variété d'animaux. Bien que classé oiseau de Préoccupation mineure au niveau mondial, il a diminué dans certaines parties de l'Asie du Sud tels que la Thaïlande et le sud-est de l'Australie. Il est classé comme espèce menacée au Victoria et vulnérable en Australie-Méridionale et en Tasmanie. Les perturbations humaines de son habitat sont sa principale menace, à la fois par l'activité humaine directe près des nids qui se répercute sur le succès de sa reproduction, que l'enlèvement d'arbres propices à sa nidification. Le pygargue blagre est vénéré par les peuples autochtones dans de nombreuses régions d'Australie et fait l'objet de contes divers dans toute son aire.

## Description

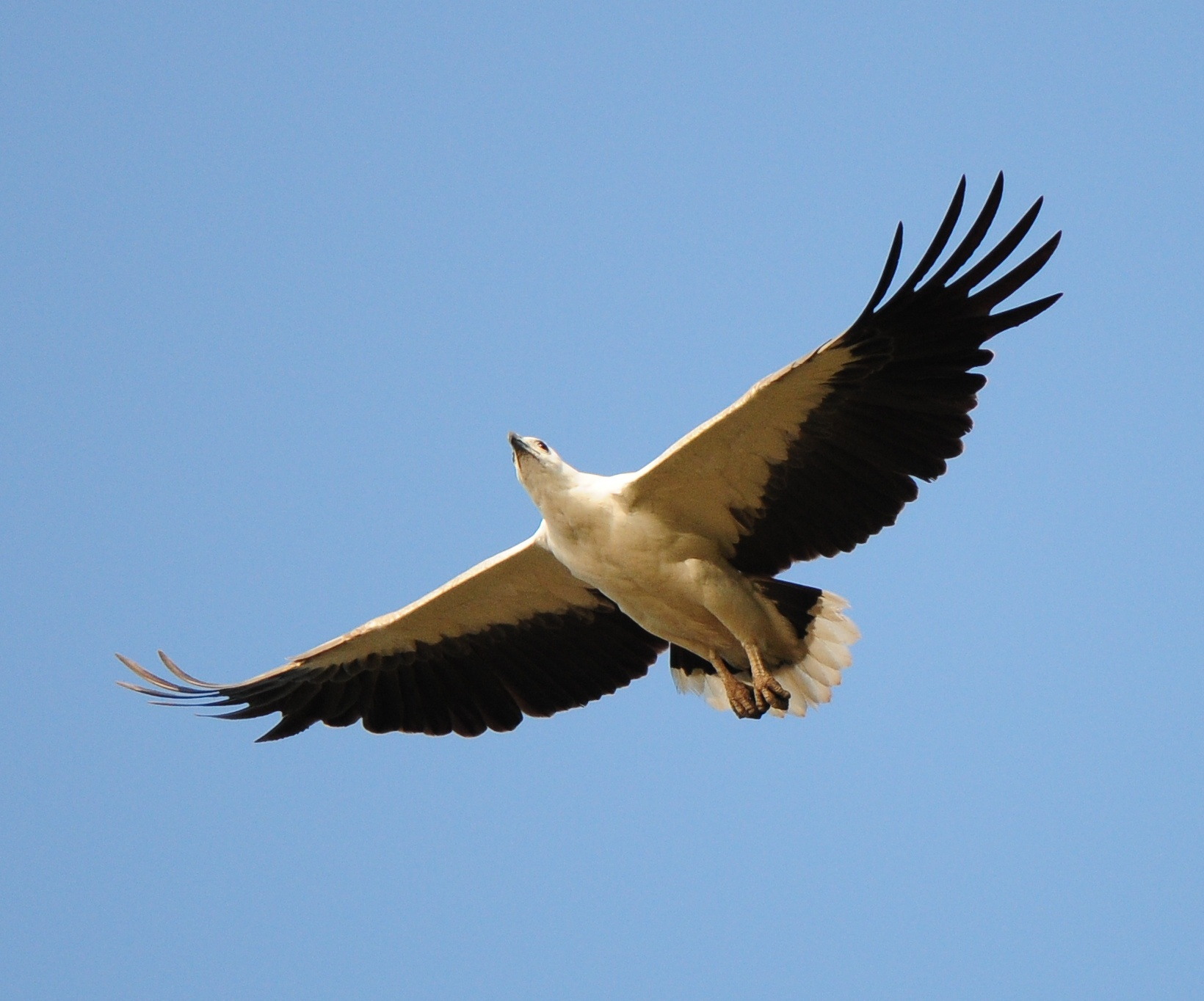
Adulte en vol à Karwar, en Inde. Noter le contraste du noir des rémiges avec le blanc de la partie antérieure de l'aile.

Le pygargue blagre a la tête, le croupion et les parties inférieures blancs, le dos et les ailes gris ardoise ou foncé. En vol, les rémiges noires sont facilement visibles lorsque l'oiseau est vu de dessous. La queue est courte et en forme de coin. Le grand bec crochu est d'un bleu-gris plombé avec une pointe plus foncée et les iris sont brun foncé. La cire est également gris plombée. Les pattes sont jaunes ou grises, avec de longues griffes noires. Contrairement à celles des aigles du genre Aquila, les pattes ne sont pas couvertes de plumes. Les deux sexes sont semblables. Les mâles font de 70 à 80 cm de long et pèsent de 2,5 à 3,8 kg. Les femelles sont légèrement plus grandes, mesurant 80 à 90 cm de long et pesant 3,5 à 4,5 kg. Leur envergure varie de 1,8 m à 2,2 m,.  Une étude en 2004 portant sur 37 oiseaux en provenance d'Australie et de Papouasie-Nouvelle-Guinée (entre 3° et 50° latitude Sud) a constaté que les oiseaux pouvaient être sexés de façon fiable par leur taille et que les oiseaux des latitudes les plus méridionales étaient plus grands que ceux du nord. Il n'y a pas de variation saisonnière de plumage. La mue du pygargue blagre est mal connue. Elle semble durer plus d'un an et peut être interrompue: elle est alors reprise plus tard à partir de son point d'interruption.
La disposition des ailes est modifiée en planant formant un angle avec le corps, mais deviennent plus proches de l'horizontale au fur et à mesure qu'on s'éloigne du corps. Le cou relativement long, la tête et le bec se tiennent presque aussi loin à l'avant que la queue à l'arrière. En vol actif, le pygargue blagre alterne de forts et profonds battements d'ailes avec de courtes périodes de vol plané.
Dans sa première année le juvénile est principalement brun avec le plumage strié de crème sur la tête, le cou, la nuque et le croupion. Le plumage devient de plus en plus infiltré de blanc jusqu'à ce qu'il acquière son plumage d'adulte complet au cours de sa quatrième ou cinquième année. L'espèce se reproduit à partir de l'âge de six ans. La durée de vie semble se situer autour de 30 ans.
Son cri à type de klaxon, analogue à celui de l'oie est un bruit familier, en particulier pendant la saison de reproduction ; les couples crient souvent à l'unisson et surtout pendant un certain temps après s'être perchés. L'appel du mâle est plus aigu et plus rapide que celui de la femelle. Le naturaliste australien David Fleay a observé que son appel est parmi les plus forts et les plus porteurs de tous les appels d'oiseaux australiens, en contraste frappant avec les appels relativement discrets de l'Aigle d'Australie.
Le pygargue blagre adulte a peu de chances d'être confondu avec aucun autre oiseau. Les immatures peuvent être confondus avec l'Aigle d'Australie. Toutefois, le plumage de ce dernier est plus sombre, la queue plus longue et les pattes sont emplumées. Ils pourraient aussi être confondus avec le Milan à plastron (Hamirostra melanosternon), mais cette espèce est beaucoup plus petite, a des taches blanches sur les ailes et a un vol plus ondulé. En Inde, le percnoptère d’Égypte a le plumage blanc, mais est plus petit et a un dos et les ailes blancs. La queue blanche bien visible en vol du pygargue blagre permet de le distinguer des autres espèces de grands aigles. Aux Philippines, il peut être confondu avec l'aigle des Philippines mais peut en être distingué par sa crête de plumes. Les immatures pygargues blagres ressemblent beaucoup aux immatures pygargues à tête grise, mais peuvent être identifiées par leurs plumes ventrales et leurs rectrices entièrement brunes et leur queue en biseau.

## Comportement
Le pygargue blagre est un oiseau territorial ; certains oiseaux forment des couples permanents qui habitent le même territoire tout au long de l'année, tandis que d'autres sont nomades. L'espèce est monogame, avec des couples pouvant rester ensemble jusqu'à ce qu'un oiseau meure, après quoi l'oiseau survivant cherche rapidement un nouveau compagnon. Cela peut conduire à voir certains sites de nidification occupés de façon continue pendant de nombreuses années (un site à Mallacoota a été occupé pendant plus de cinquante ans). Les oiseaux immatures ont généralement tendance à se disperser, avec de nombreux déplacement de plus de 50 km en dehors de la région où ils ont été élevés. Un juvénile élevé à Cowell, en Australie-Méridionale, a été signalé à 3 000 km de là, sur Fraser Island au Queensland. Une étude menée à Jervis Bay a montré une augmentation du nombre d'oiseaux immatures et subadultes à l'automne, mais il était difficile de savoir si ceux-ci étaient sur place toute l'année ou (comme cela semble le plus probable) s'il s'agissait d'un afflux de jeunes oiseaux nés et élevés ailleurs en Australie. Les oiseaux sont souvent perchés sur un arbre, ou planant au-dessus des cours d'eau et les terres adjacentes. Ils sont le plus couramment rencontrés individuellement ou par paires. De petits groupes de pygargues blagres peuvent parfois se rassembler s'il y a une source abondante de nourriture comme une carcasse ou des abats de poissons sur un navire. Une grande partie du comportement du pygargue blagre, en particulier sa reproduction, reste mal connue.

### Alimentation
Le pygargue blagre est un carnivore opportuniste qui consomme une grande variété de proies animales, y compris des charognes. Il attrape souvent un poisson en volant à basse altitude au-dessus l'eau et en le saisissant dans ses serres. Il se prépare à le saisir en tendant ses pattes en avant (presque sous le menton), puis en les poussant vers l'arrière tout en battant des ailes pour se soulever. Il utilise généralement un seul pied pour saisir sa proie. Le pygargue blagre peut aussi plonger avec un angle de 45 degrés de son perchoir et s'immerger brièvement pour capturer des poissons à proximité de la surface de l'eau. Lorsqu'il chasse sur l'eau avec le soleil, il vole souvent directement vers le soleil ou à angle droit avec lui, apparemment pour éviter que son ombre sur l'eau alerte une proie potentielle.

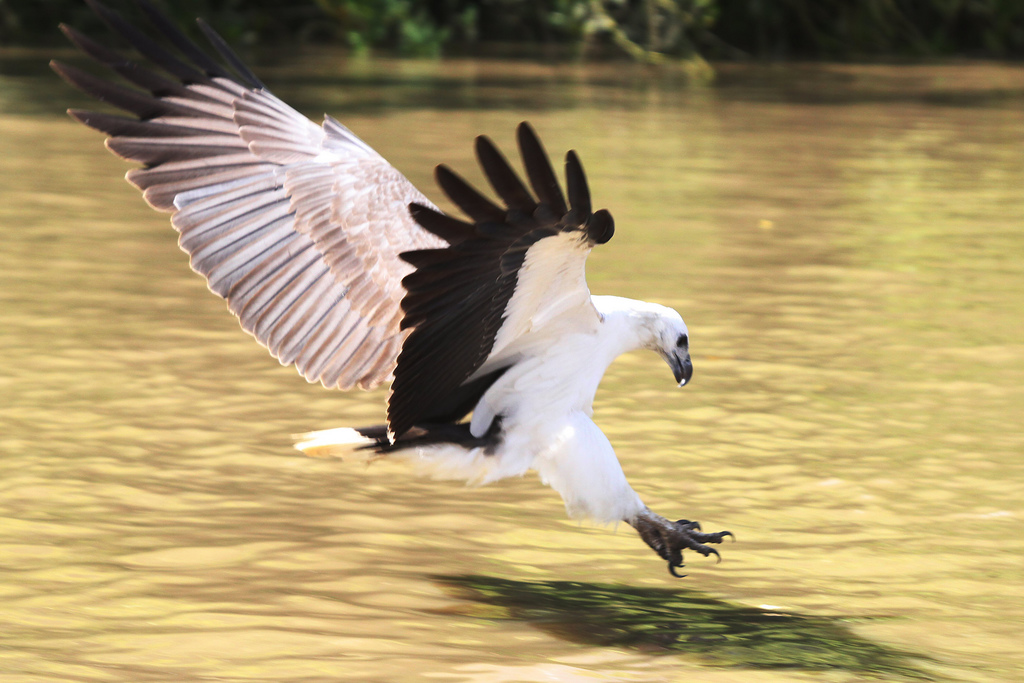
Pygargue prêt à saisir une proie aquatique.

Le pygargue blagre chasse surtout des animaux aquatiques comme des poissons, des tortues et des serpents de mer mais il s'attaque aussi à des oiseaux, tels que les Manchots pygmées, les Foulques macroules et les puffins ainsi que des mammifères. Dans l'archipel Bismarck, on a signalé qu'il se nourrissait de deux espèces de couscous : le couscous gris et le couscous tacheté. C'est un chasseur expérimenté qui va attaquer des proies jusqu'à la taille d'un cygne. Il se nourrit aussi de charognes, comme de moutons morts, d'oiseaux et de poissons accrochés le long de la ligne de flottaison, ainsi que de poissons pris dans des filets de pêche ou des lignes,.
Il harcèle les petits rapaces tels que le Busard de Gould, le Milan siffleur, le Milan sacré et le Balbuzard pêcheur, les forçant à abandonner la nourriture qu'ils transportent,. D'autres oiseaux en sont victimes comme la Mouette argentée et le Goéland austral, le cormoran et le Fou austral. On dispose d'un enregistrement d'un pygargue blagre se saisissant d'un fou de Bassan dont il ne réussissait pas à obtenir la proie. Il peut même voler de la nourriture de ses congénères, y compris sa propre bande. Le pygargue blagre s'attaque à ces oiseaux en les frappant avec des serres tendues par le dessus ou en volant à l'envers sous le plus petit prédateur et en arrachant la proie, tout en poussant un hurlement strident. L'Otarie à fourrure de Nouvelle-Zélande constitue également une cible pour ses poissons.
Le pygargue blagre se nourrit seul, à deux ou en groupes familiaux. Un couple peut coopérer à la chasse. Les proies peuvent être consommées tandis que l'oiseau est en vol ou quand il se pose sur une plateforme surélevée, comme son nid. Le pygargue blagre enlève les peaux de ses victimes lorsqu'il les mange. Il est exceptionnellement efficace pour digérer sa nourriture, et dégorge seulement de minuscules fragments d'os, des poils et des plumes.
Une étude menée en 2006 sur les cours d'eau autour de Canberra où aigle d'Australie et pygargue glabre partagent le même territoire a montré qu'il existe peu de chevauchement dans la gamme de proies prises. L'Aigle d'Australie se nourrit de lapins, d'oiseaux, de petits kangourous ainsi que de divers cacatoès, perroquets et passereaux divers, dont des pies et des étourneaux. Le pygargue glabre capture des poissons, des reptiles aquatiques tels que la Tortue à long cou et le Dragon d'eau australien et les serpents de mer mais aussi des oiseaux aquatiques comme les canards, les grèbes et les foulques. Les deux espèces se nourrissent de Canards à crinière. Les lapins ne constituaient qu'une petite fraction de l'alimentation de ce pygargue. Bien que nichant l'une près de l'autre, les deux espèces sont rarement en interaction, car les aigles chassent loin de l'eau et les pygargues se nourrissent le long des rives du lac. Toutefois, un conflit a été enregistré en Tasmanie dans une zone de nidification commune.

### Reproduction

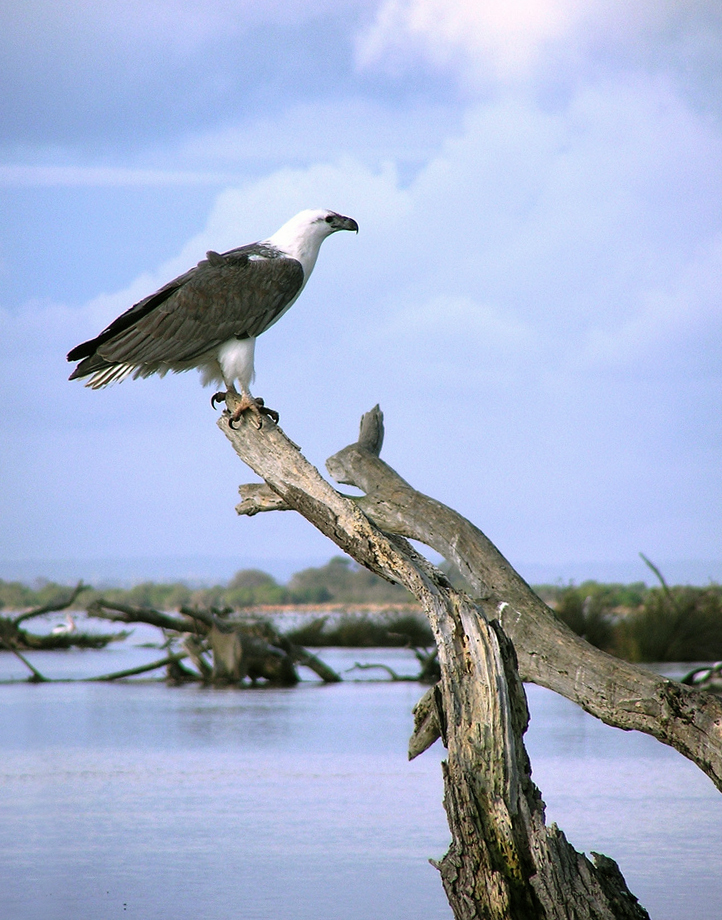
Une branche morte fait un bon perchoir pour surveiller la région environnante.

La saison de reproduction varie selon les régions : elle se situe en saison sèche dans la région du Trans-Fly au sud de la Nouvelle-Guinée et dans la province centrale de Papouasie-Nouvelle-Guinée et de juin à août en Australie. Un couple de pygargues effectue des manœuvres de vol habiles avant la copulation : plongée, vol en plané et poursuite alternée tout en s'appelant à grands cris. Ils peuvent se regarder l'un l'autre, volant à 2-3 m l'un de l'autre et se copiant pour plonger et zigzaguer. On a observé un accrochage par les serres lorsque le couple volait haut et que l'un des individus se retourne et essaie d'attraper les serres de l'autre avec les siennes. En cas de succès, tous deux plongent en faisant des roulades avant de se séparer avant de toucher le sol,. Ce comportement a également été apprécié comme une manœuvre agressive contre un aigle.
Le pygargue blagre choisit habituellement de grands arbres ou des pylônes artificiels pour nicher. Un couple utilisait une tour du quartier de Tin Wan à Hong Kong. Souvent, les emplacements les plus recherchés sont un grand arbre mort ou une branche haute avec une bonne visibilité qui peut être utilisée comme support pour surveiller la région environnante qui est généralement une zone plate et basse située près de l'eau avec un petit couvert forestier. Le perchoir est couvert d'excréments et de pellets et les restes d'animaux jonchent le sol au voisinage immédiat. Le nid est un grand bol profond fait de brindilles et de branches, et revêtu de matériaux tels que de l'herbe ou des algues. Des rénovations annuelles font que les nids augmentent progressivement de taille. Les nids sont généralement situés dans les fourches des grands arbres surplombant les plans d'eau. Les vieux nids d'aigles d'Australie ou de milans siffleurs sont aussi rénovés et utilisés. Les falaises sont aussi de bons sites de nidification, et sur les îles les nids sont parfois construits directement sur le sol. Un couple, où le mâle est le plus actif, passe trois à six semaines à construire ou rénover le nid avant de pondre ses œufs. Normalement, une couvée est composée de deux œufs d'un blanc terne, d'un ovale parfait. Un œuf mesure 73 × 55 mm, il est couvé pendant six semaines avant l'éclosion. Les jeunes sont semi-nidicoles et couverts de duvet blanc quand ils sortent de l'œuf. Initialement, le mâle apporte la nourriture et la femelle nourrit les poussins, mais par la suite les deux parents nourrissent les oisillons. Bien que deux œufs soient pondus, il est rare que deux jeunes soient élevés avec succès jusqu'à l'envol. Un œuf peut être infertile ou le second poussin peut mourir au nid. Si la première couvée est perdue, les parents peuvent en tenter une seconde. Les oisillons prennent leur envol vers 70 à 80 jours et restent autour du territoire des parents pour un maximum de six mois ou jusqu'à la saison de reproduction suivante.

## Répartition et habitat

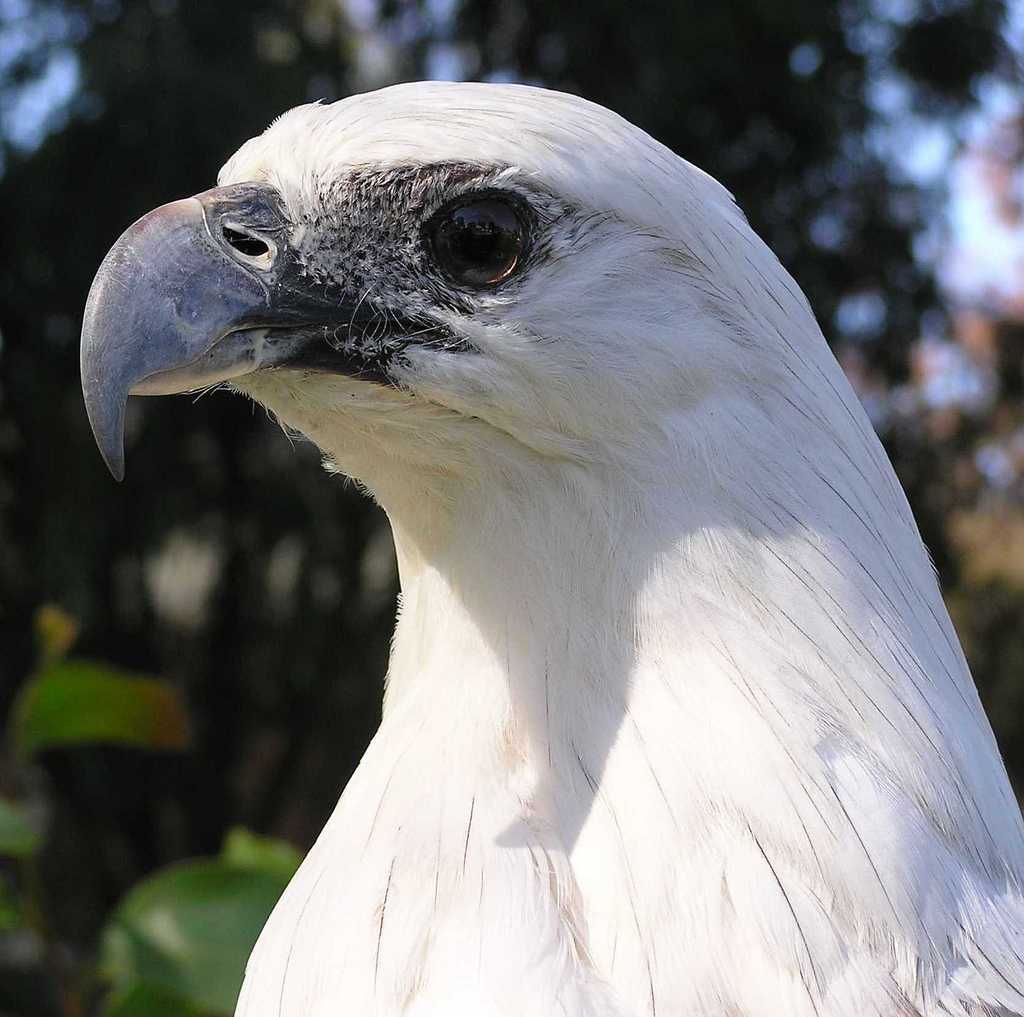
Au Gippsland, Victoria, en Australie

On trouve régulièrement le pygargue blagre à partir de Mumbai (parfois au nord du Gujarat et dans le passé dans les îles Laquedives), dans l'est de l'Inde,, au Bangladesh et au Sri Lanka en Asie du Sud, dans toutes les zones côtières de l'Asie du Sud-Est, y compris la Birmanie, la Thaïlande, la Malaisie, l'Indonésie, l'Indochine, dans les principales îles au large et sur les côtes des Philippines et le sud de la Chine y compris Hong Kong, Hainan et Fuzhou, se prolongeant vers l'est vers la Nouvelle-Guinée et l'archipel Bismarck et l'Australie. Au nord des îles Salomon, on ne le trouve que sur l'île Nissan et il est remplacé ailleurs par le pygargue de Sanford. Au Victoria, où il est rare par ailleurs, il est localement plus fréquent dans la région de Corner Inlet et des Lacs du Gippsland. De même en Australie-Méridionale, il n'est abondant que le long de la côte nord de l'île Kangourou. Son territoire s'étend dans les îles du détroit de Bass et en Tasmanie et l'on pense qu'il peut se déplacer entre les îles et le continent. Il a été signalé une fois de façon non confirmée sur l'Île Lord Howe et plusieurs fois en Nouvelle-Zélande.
Ils offrent un spectacle courant dans les zones côtières, mais peuvent aussi bien être vus à l'intérieur des terres,. Le pygargue blagre est généralement sédentaire et territorial, même s'il peut parcourir de longues distances. On l'a signalé remontant les rivières pour chasser les chauve-souris (Pteropus). Des populations de se déplacent vers l'intérieur des terres en Australie en remontant les cours d'eau puis disparaissent. Dans un cas, un couple est venu de se reproduire au bord du lac Albacutya au nord-ouest du Victoria alors que le lac était à sec depuis 30 ans. L'espèce est facilement perturbée par les humains, en particulier lors de la nidification et peut abandonner les sites de nidification par la suite. On la trouve en plus grand nombre dans les zones où l'impact humain a peu ou pas d'interférence.

## Taxonomie
Le pygargue blagre a été décrit pour la première fois par le naturaliste allemand Johann Gmelin Friedrich en 1788, mais John Latham avait pris des notes sur cette espèce en 1781, à partir d'un échantillon obtenu en février 1780 sur l'île de Princes au large du cap le plus occidental de l'île de Java au cours du dernier voyage du capitaine Cook. Son nom scientifique spécifique est dérivé du grec ancien leuco :« blanc », et gaster : « ventre ». Son nom générique vernaculaire dérive du nom grec πύγαργος : « qui a les fesses blanches ». Son plus proche parent est le peu connu pygargue de Sanford des îles Salomon. Ils forment une super-espèce et comme chez les autres super-espèces d'aigles de mer, l'un (le pygargue blagre) a la tête blanche, l'autre espèce a la tête sombre. Le bec et les yeux sont foncés et les serres jaune foncé, comme chez tous les aigles de mer de l'hémisphère Sud. Ces deux espèces ont au moins quelques taches foncées sur la queue, même si cela n'est pas toujours être clairement visible chez le pygargue blagre. Le séquençage nucléotidique du gène du cytochrome b de ces deux espèces a été effectué dans une étude menée en 1996. Bien qu'elles diffèrent grandement par leur aspect et leur écologie, leur divergence génétique de 0,3 % indique que les ancêtres des deux formes pourraient n'avoir divergé que récemment, il y a 150 000 années. Les auteurs de l'étude concluent que, bien que la divergence génétique soit plus conforme à une sous-espèce[pas clair], les différences d'apparence et de comportement justifient de les considérer comme des espèces distinctes. Le séquençage mitochondrial du locus du cytochrome b diffère très légèrement de celui du pygargue de Sanford, ce qui suggère une divergence relativement récente, datant d’après la colonisation des îles Salomon par le pygargue blagre de Nouvelle-Guinée,.
Les affinités du pygargue blagre en dehors du pygargue de Sanford sont un peu moins claires. Les données moléculaires indiquent qu'il appartient à l'une des quatre espèces d'aigles de mer tropicaux (avec le pygargue vocifer et le pygargue de Madagascar), tandis que les données allozymes indiquent qu'il pourrait avoir une relation plus étroite avec les Haliaeetus de l'hémisphère nord,. Une autre étude moléculaire, publiée en 2005, a montré que le pygargue blagre et celui de Sanford sont à la base des quatre autres espèces de pygargues (les deux mentionnés ci-dessus ainsi que les deux espèces jusque-là non testées du genreIchthyophaga).

## Statut

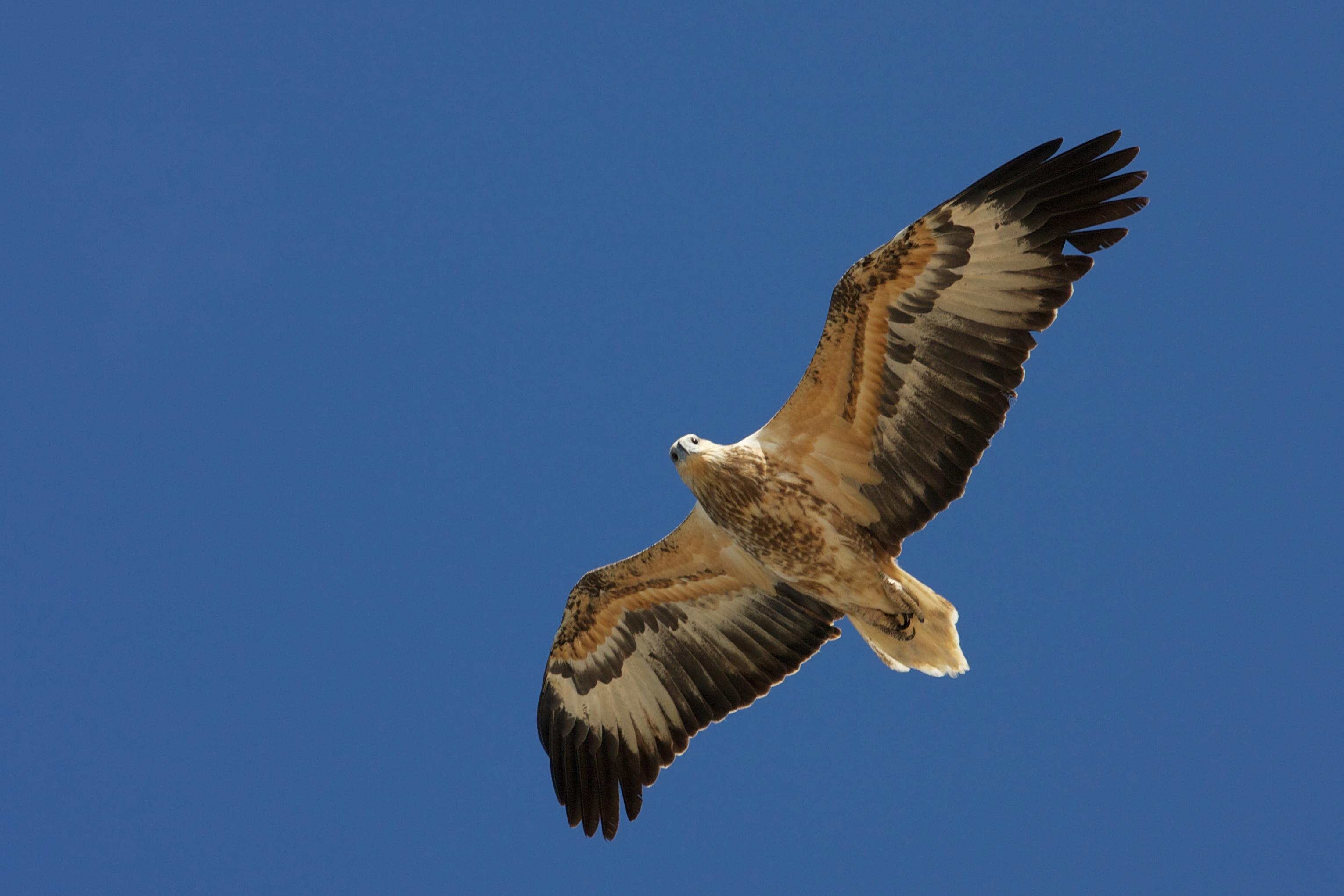
Juvénile en vol au-dessus de East Wallabi Island, une île australienne de l'océan Indien

Le pygargue blagre est considéré comme étant de Préoccupation mineure par l'UICN. On estime entre 10 000 et 100 000 le nombre d'individus vivants, mais il semble y avoir tout de même une baisse du nombre. Il est devenu rare en Thaïlande et dans d'autres parties de l'Asie du Sud. Il est relativement abondant à Hong Kong, où sa population est passée de 39 à 57 oiseaux entre 2002 et 2009. Une étude de terrain sur l'île Kangourou dans le Sud de l'Australie a montré que les couples nichant dans les zones de perturbation humaine élevée (telles que le défrichement) avaient des taux de reproduction diminués. Dans la péninsule d'Eyre en Australie-Méridionale, des nids ont été abandonnés lorsque les activités humaines ont empiété sur le territoire du pygargue. Ailleurs, le défrichement d'arbres propices à sa nidification l'a vu disparaître en grande partie localement, comme la suppression des Casuarina equisetifolia dans le district de Visakhapatnam dans l'Andhra Pradesh en Inde. En Inde, des densités de nid d'environ un par 4,32 km ont été notés dans le Sindhudurg et un par 3,57 km (45 nids pour une longueur de 161 km) dans le district de Ratnagiri au Maharashtra,. Il niche également sur Netrani Island, où il est perturbé par des exercices de tirs de torpilles menés par la marine indienne. Près de 100 nids ont été observés sur cette île.
Le DDT a été un pesticide largement utilisé dans l'agriculture qui s'est trouvé avoir des effets négatifs importants sur la faune, en particulier sur la diminution d'épaisseur des coquilles et la rupture subséquente des œufs des oiseaux de proie. Un examen de l'impact du DDT sur les rapaces australiens menée entre 1947 et 1993 a révélé que l'épaisseur moyenne de la coquille avait diminué de 6 %. Cette baisse n'a pas été jugée susceptible d'entraîner de majoration des ruptures cependant pour certaines couvées des coquilles plus épaisses se sont rompues. Le pygargue blagre était l'une des espèces les plus touchées, probablement en raison de son alimentation dans les zones fortement traitées avec des pesticides tels que les marécages. L'utilisation du DDT a atteint un sommet en 1973, mais il n'a plus été autoriséé après 1987 et son utilisation avait cessé en 1989.
En Australie, le pygargue blagre est classé dans les catégories des oiseaux marins et migrateurs, ce qui lui donne un statut protégé en vertu de l’Environment Protection and Biodiversity Conservation Act 1999 du gouvernement fédéral. Espèce essentiellement côtière, il est sensible à la destruction de son habitat dans une Australie de plus en plus peuplée et urbanisée dans ses zones côtières, en particulier dans le sud et l'est du pays, où il semble avoir diminué en nombre. Cependant, il peut y avoir eu une augmentation de la population intérieure, secondaire à la création de réservoirs, barrages et déversoirs, et à la prolifération de la carpe commune (Cyprinus carpio) après son introduction. Cependant il est rare le long du fleuve Murray, où il était autrefois commun. Il est également répertorié comme espèce menacée selon la Flora and Fauna Guarantee Act 1988 du Victoria avec peut-être moins de 100 couples reproducteurs qui restent dans l'état. Sur la liste de 2007 des vertébrée menacés au Victoria, le pygargue blagre est considéré comme espèce vulnérable.
Il y a moins de 1 000 oiseaux adultes en Tasmanie, où l'espèce est classée comme vulnérable en vertu de l'annexe 3.1 de la protection des espèces menacées de Tasmanie loi de 1995. En Tasmanie, il est menacé par la perturbation de ses nids, la perte de son habitat de nidification, sa chasse, son empoisonnement, son piégeage et sa collision avec les lignes électriques et les éoliennes, ainsi que la pollution de l'environnement. Les estuaires qui sont souvent un de ses habitats privilégiés, sont souvent soumis à des perturbations de l'environnement. On a constaté que ce pygargue avait augmenté son territoire de chasse pour y inclure les fermes d'élevage de saumons, mais les conséquences de cette situation sur le succès de sa reproduction ne sont pas connues.

## Importance culturelle
Le pygargue blagre est le symbole du club de rugby australien des Manly Warringah Sea Eagles.

logo des Manly Warringah Sea Eagles

## Galerie

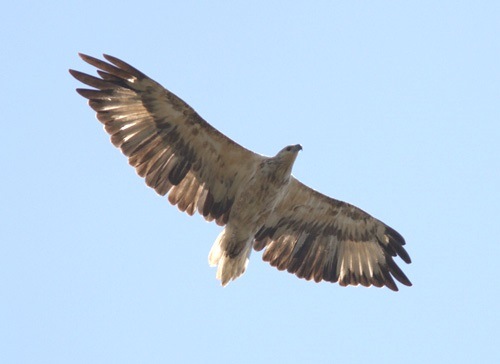
Immature entre 2 et 3 ans)
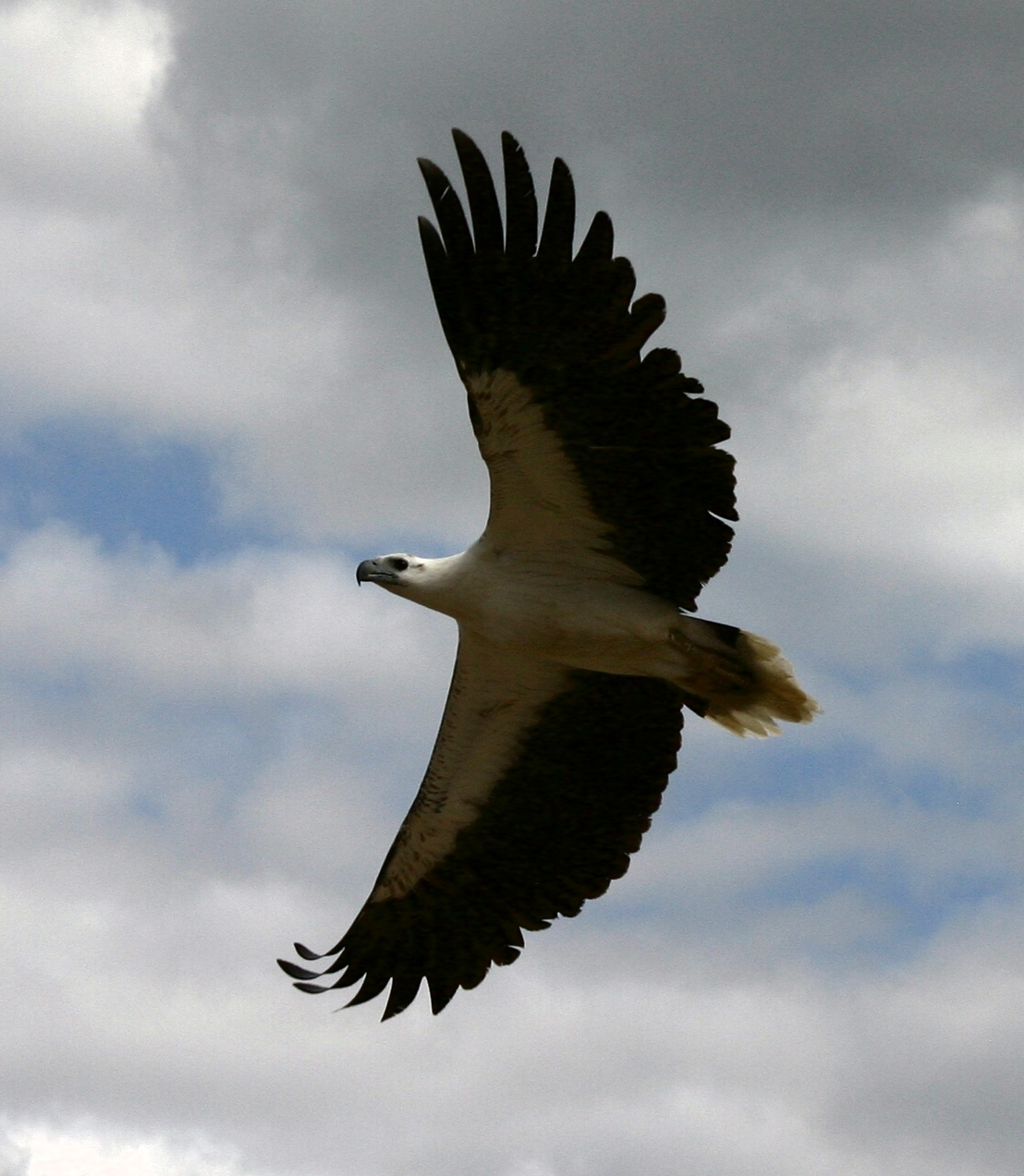
Adulte
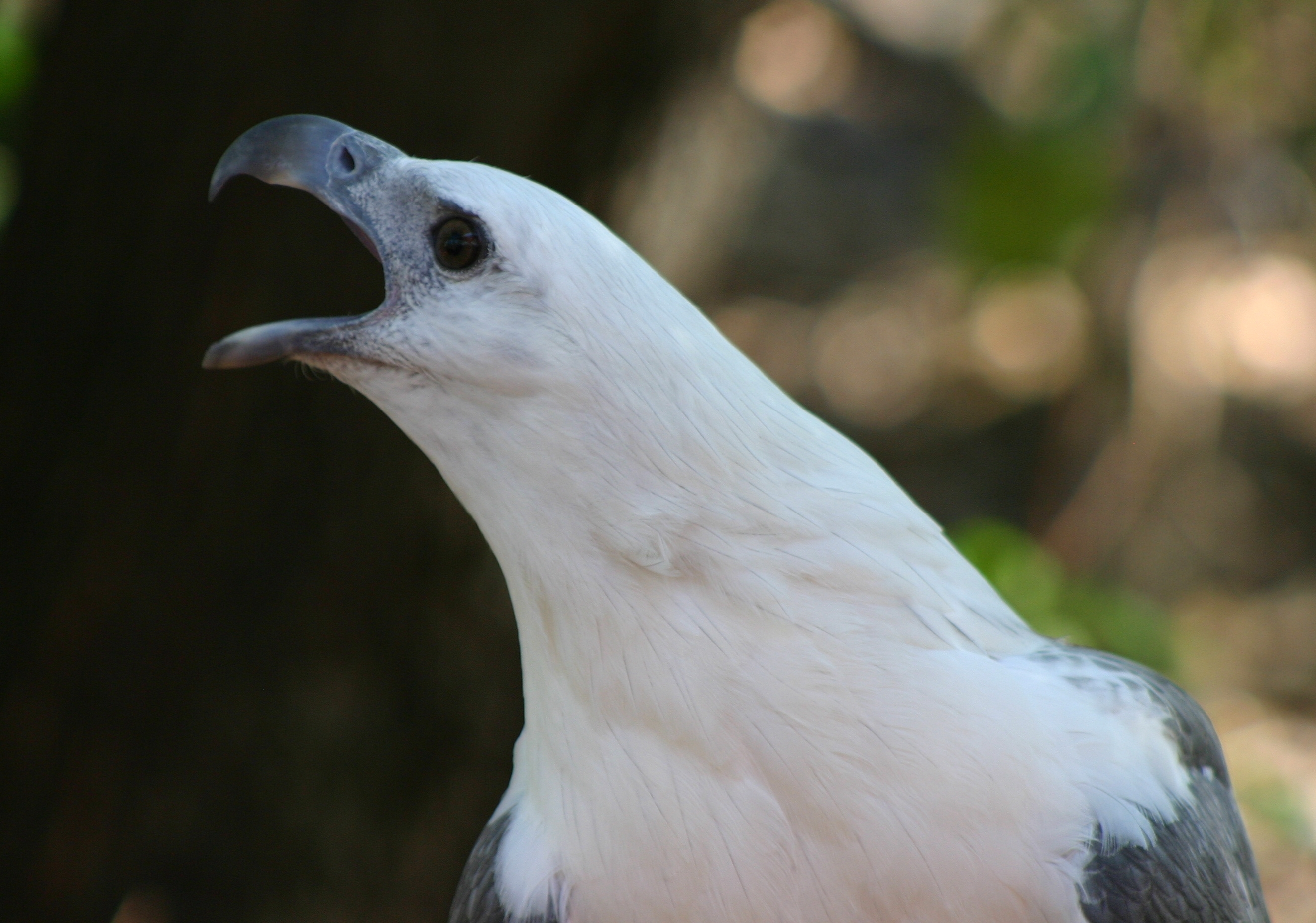